# Klubi Sportiv Vllaznia 2016-2017

## Rosa
| N. |                         | Ruolo | Calciatore                  |
| -- | ----------------------- | ----- | --------------------------- |
| 1  | Montenegro (bandiera)   | P     | Jasmin Agović               |
| 2  | Albania (bandiera)      | D     | Erdenis Gurishta            |
| 3  | Albania (bandiera)      | D     | Antonio Marku               |
| 4  | RD del Congo (bandiera) | D     | Landry Mulemo               |
| 5  | Albania (bandiera)      | D     | Denis Pjeshka               |
| 6  | Albania (bandiera)      | C     | Ardit Krymi                 |
| 7  | Albania (bandiera)      | C     | Florind Bardulla            |
| 8  | Albania (bandiera)      | A     | Denis Dyça                  |
| 9  | Albania (bandiera)      | A     | Brunild Pepa                |
| 10 | Albania (bandiera)      | C     | Ndriçim Shtubina (capitano) |
| 11 | Albania (bandiera)      | A     | Eraldo Çinari               |
| 12 | Albania (bandiera)      | P     | Alen Sherri                 |
| 14 | Albania (bandiera)      | C     | Arsid Kruja                 |
| 15 | Albania (bandiera)      | D     | Ditmar Biçaj                |
| 16 | Albania (bandiera)      | C     | Uendi Veçaj                 |

| N. |                       | Ruolo | Calciatore                   |
| -- | --------------------- | ----- | ---------------------------- |
| 17 | Albania (bandiera)    | A     | Rubin Hebaj                  |
| 18 | Albania (bandiera)    | A     | Arsen Hajdari                |
| 19 | Albania (bandiera)    | A     | Arlind Kalaja                |
| 20 | Albania (bandiera)    | C     | Elis Bakaj                   |
| 21 | Albania (bandiera)    | D     | Endrit Vrapi (vice-capitano) |
| 22 | Albania (bandiera)    | C     | Olsi Goçaj                   |
| 26 | Albania (bandiera)    | C     | Ambroz Kapaklija             |
| 31 | Albania (bandiera)    | P     | Erind Selimaj                |
| 40 | Albania (bandiera)    | C     | Alsid Tafili                 |
| 59 | Montenegro (bandiera) | D     | Stefan Cicmil                |
|    | Albania (bandiera)    | P     | Zamir Vjerdha                |
|    | Albania (bandiera)    | D     | Samet Ruqi                   |
|    | Albania (bandiera)    | A     | Arenc Dibra                  |
|    | Albania (bandiera)    | A     | Bekim Erkoçeviq              |